# Гринько Микола Костянтинович
Мико́ла Костянти́нович Гринько́ (нар. 17 грудня 1928, село Мільковичі, тепер Новогрудського району Гродненської області, Республіка Білорусь — 5 лютого 2021, Росія) — радянський діяч, гірничий інженер, міністр вугільної промисловості Української РСР. Академік Російської академії суспільних наук (1994) та Академії гірничих наук. Доктор технічних наук (1987), професор (1990). Член ЦК КПУ в 1981—1986 роках. Депутат Верховної Ради СРСР 10—11-го скликань.

## Біографія
Народився в селянській родині. У 1947 році закінчив Новогрудський фінансово-економічний технікум Гродненської області.
У 1952 році закінчив Ленінградський гірничий інститут імені Плеханова. Спеціаліст з добування вугілля та організації виробництва, технології підземного способу видобутку.
У 1952—1955 роках — помічник начальника дільниці, начальник дільниці, головний інженер шахти «Знамя коммунизма» в місті Красний Луч Ворошиловградської області.
Член КПРС з 1954 року.
У 1955—1962 роках — начальник шахтоуправління, головний інженер тресту «Краснолучвугілля» міста Красний Луч Луганської області. 
У 1962—1969 роках — головний інженер комбінату «Луганськвугілля» міста Кадіївки Луганської області.
У 1969—1970 роках — заступник міністра вугільної промисловості Української РСР.
У 1970 — травні 1978 року — начальник Технічного управління, заступник міністра вугільної промисловості СРСР. У травні — грудні 1978 року — 1-й заступник міністра вугільної промисловості СРСР.
У 1976 році закінчив заочно Академію народного господарства при Раді міністрів РРФСР.
13 грудня 1978 — 22 жовтня 1985 року — міністр вугільної промисловості Української РСР.
З 1986 року — директор, з 1989 року — головний науковий співробітник Інституту гірничої справи імені Скочинського у місті Люберці Московської області. Працював професором кафедри «Технологія підземної розробки вугільних родовищ» Московського державного гірничого університету. Редактор і член редколегії журналу «Уголь».
До 2003 року — генеральний директор ЗАТ спільного підприємства «Центркадривугілля» при компанії «Росвугілля». З 2004 по 2011 рік — керівник проєкту, генеральний директор, науковий консультант гірничодобувного підприємства ЗАТ «Прионезький Габбро діабаз» у Республіці Карелії.
Потім — на пенсії. Помер 5 лютого 2021 року.

## Нагороди
- три ордени Трудового Червоного Прапора
- орден «Знак Пошани»
- орден Дружби (1998)
- медалі
- почесний знак «Шахтарська слава» трьох ступенів
- Почесна грамота Президії Верховної Ради Української РСР
- Почесна грамота Кабінету міністрів України
- заслужений діяч науки і техніки Російської Федерації (1993)